# Bosheh Zard
Bosheh Zard (persiska: بيشِه زَردِه, Bīsheh Zardeh, بشه زرد) är en ort i Iran.   Den ligger i provinsen Lorestan, i den västra delen av landet, 400 km sydväst om huvudstaden Teheran. Bosheh Zard ligger 1 021 meter över havet och antalet invånare är 125.
Terrängen runt Bosheh Zard är huvudsakligen kuperad. Bosheh Zard ligger nere i en dal. Runt Bosheh Zard är det ganska glesbefolkat, med 28 invånare per kvadratkilometer. Närmaste större samhälle är Tappeh Vāshīān, 17,5 km väster om Bosheh Zard. Omgivningarna runt Bosheh Zard är i huvudsak ett öppet busklandskap.